# Casa dei Panigarola
La Casa dei Panigarola è un palazzo storico di Milano, situato in piazza dei Mercanti.

## Descrizione

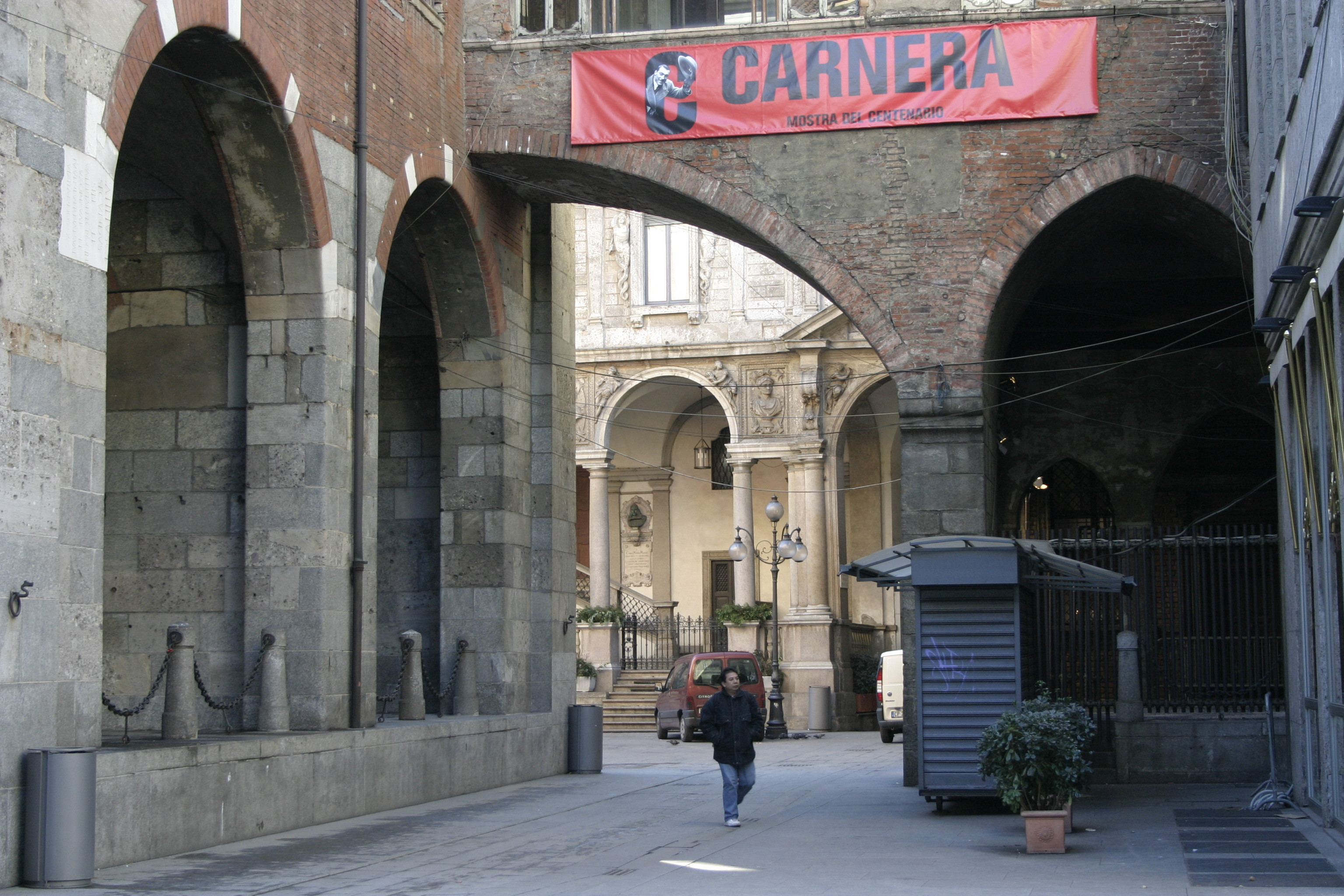
La rampa d'accesso al Palazzo della Ragione

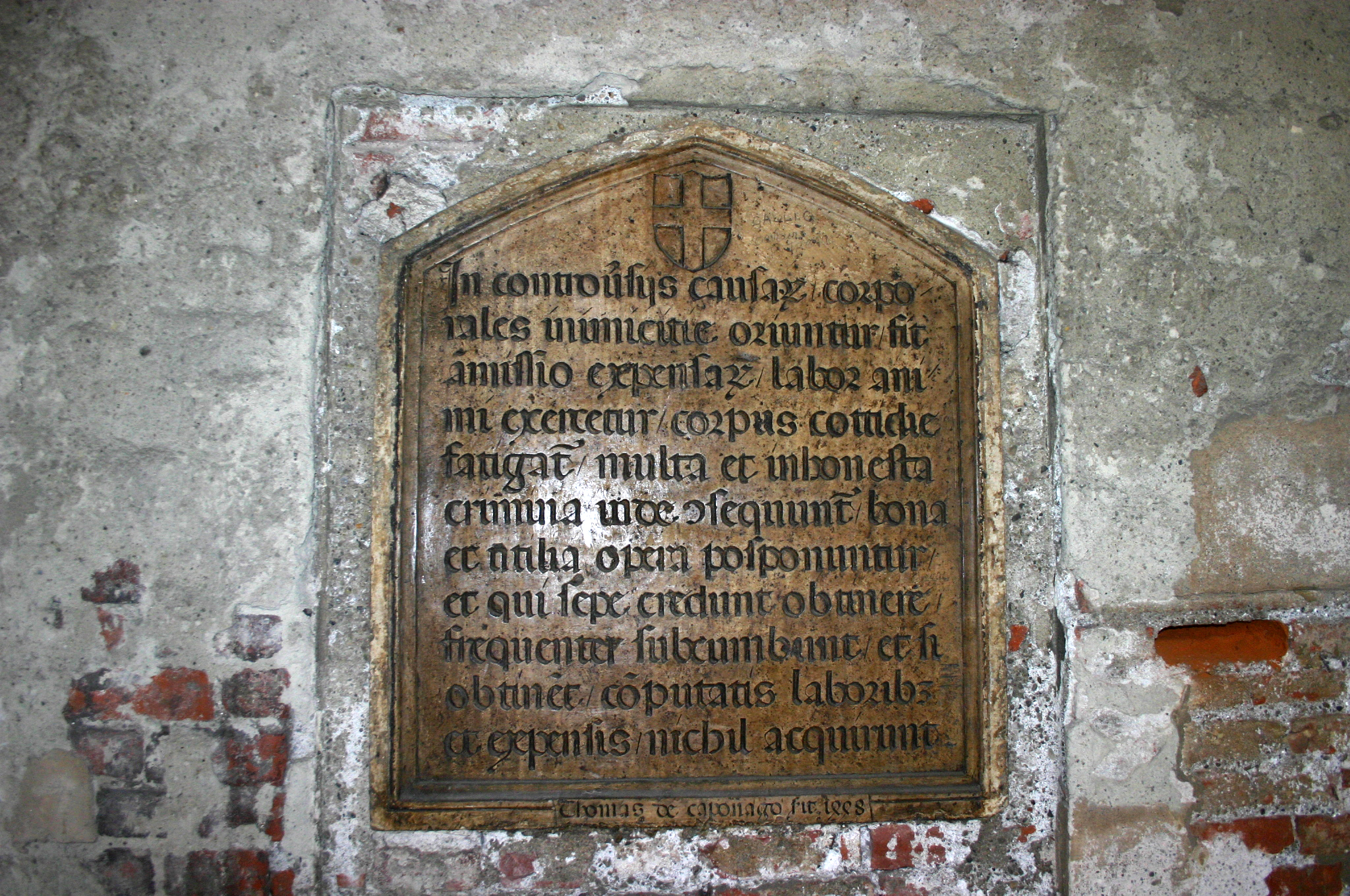
La lapide affissa nel portico della Casa dei Panigarola

La Casa dei Panigarola è l'edificio che chiude il quarto lato della Piazza Mercanti in Milano. In questo edificio ha avuto sede l'"Ufficio degli Statuti" che provvedeva alla registrazione e trascrizione dei decreti ducali, degli atti pubblici e a determinare le categorie degli atti privati.
L'ufficio, in privilegio ereditario, era tenuto dai Panigarola, nome di una famiglia di notai di Gallarate che lo conservò nei secoli sino al 1741, quando si estinse definitivamente. Da ciò deriva il nome dell'edificio.
Si presenta ancora oggi come un edificio a tozze arcate a sesto acuto con cornici di terracotta a fogliami. La facciata, che ricopre una struttura preesistente, fu progettata da Giovanni Solari nel 1466, per venire sistemata nel 1899 da Luca Beltrami, a cui si deve l'aggiunta della monofora al piano superiore. Tale piano superiore è delimitato da un fregio in cotto con finestre ogivali e ricca decorazione. L'intonaco è ornato da graffiti lombardi.
La parte sinistra della costruzione ospita attualmente un ristorante, quella destra invece un loggiato (normalmente chiuso da una cancellata) che permette l'accesso, mediante una scala interna, alla rampa sospesa che conduce all'ingresso del Palazzo della Ragione. Sotto i portici ogivali è possibile trovare un biscione in rilievo sul pavimento in ciottoli.
Nel loggiato si trova murata una lapide in terracotta del 1448, firmata da Tommaso da Caponago, un giureconsulto del XV secolo che ammonisce sui rischi conseguenti al ricorrere alle cause legali (il Palazzo della Ragione era sede del tribunale).
L'ultimo restauro risale al 1967, ad opera di Antonio Cassi Ramelli.